# Nordavind
Nordavind (norveški: "Sjeverac") je debitantski i jedini studijski album norveškog viking/folk metal sastava Storm. Album je u veljači 1995. godine objavila diskografska kuća Moonfog Productions.

## O albumu
Album se između ostalog sastoji od metal inačica poznatih norveških tradicionalnih pjesama koje su popratili tekstovi sastava. Nakon objave albuma, pjevačica Kari Rueslåtten je u intervjuu za norveški glazbeni časopis Puls izjavila da je, kada se pridružila sastavu, zatražila ostale članove da ne pišu nikakve ekstremne tekstove pjesama, ali da se kasnije osjećala izdanom pošto je pjesma "Oppi fjellet" sadržavala upravo takav tekst.

## Popis pjesama
| 1.    | »Innferd« (instrumental) | S. Wongraven                    | 1:35 |
| 2.    | »Mellom bakkar og berg«  | Tradicionalna pjesma, Wongraven | 2:43 |
| 3.    | »Haavard Hedde«          | Tradicionalna pjesma, Wongraven | 3:19 |
| 4.    | »Villemann«              | Tradicionalna pjesma, Wongraven | 2:14 |
| 5.    | »Nagellstev«             | Herr Nagell                     | 1:03 |
| 6.    | »Oppi fjellet«           | Tradicionalna pjesma, Wongraven | 4:02 |
| 7.    | »Langt borti lia«        | Tradicionalna pjesma, Wongraven | 7:15 |
| 8.    | »Lokk«                   | Kari Rueslåtten                 | 0:53 |
| 9.    | »Noregsgard«             | Nagell, Wongraven               | 8:13 |
| 10.   | »Utferd« (instrumental)  | Tradicionalna pjesma, Wongraven | 1:58 |
| 33:15 |                          |                                 |      |

## Zasluge
| Storm - Herr Nagell – vokali, bubnjevi - S. Wongraven – vokali, gitara, bas-gitara, klavijature, produkcija, dizajn - Kari Rueslåtten – vokali | Ostalo osoblje - K.O. Storvik – fotografija - Nofagem – dizajn - Kenneth Moen – inženjer zvuka |